# シービーアールイー
シービーアールイー株式会社（英: CBRE K.K.）は、事業用不動産サービスの分野で世界最大手であるCBRE Groupの日本法人。宅地建物取引業、不動産鑑定業者、第二種金融商品取引業、投資助言・代理業、投資運用業、一級建築士事務所、警備業。
1970年に大阪で設立された生駒商事株式会社が前身となっている。
オフィス賃貸仲介として、三幸エステート、三鬼商事と並ぶ大手事業者である。

## 沿革
- 1969年: 創業
- 1970年: 生駒商事株式会社（現シービーアールイー株式会社）を大阪に設立
- 1971年: 東京支社を開設
- 1987年: 株式会社生駒データサービスシステム（現シービーアールイー株式会社に吸収）を設立
- 1989年: 生駒ティビーエム株式会社（現シービーアールイー株式会社に吸収）を設立
- 1990年: 生駒アメリカ社をニューヨークに設立
- 1998年: 日本エフエムエージェンシー株式会社（現シービーアールイー株式会社に吸収）を設立
- 1999年: CBREと資本提携し、生駒シービー・リチャードエリス株式会社に商号変更
- 2006年: CBREが出資比率を22％から51%に引き上げたことによって子会社となり、シービー・リチャードエリス株式会社に商号変更[2]
- 2010年: CBREの100%子会社となる
- 2012年: シービーアールイー株式会社に商号変更
- 2014年4月: 東京本社を港区浜松町のJEI浜松町ビルから千代田区丸の内の明治安田生命ビルへ移転し、日本橋、埼玉、新宿の各支店を統合
- 2015年: ジョンソンコントロールズのグローバルワークプレイスソリューションズビジネスを買収
- 2018年: シービーアールイー株式会社の子会社としてCMソリューションズ株式会社を設立
- 2020年: CBRE日本法人が創立50周年を迎える
- 2025年: プロジェクトマネジメント事業を、過半数出資しているターナー＆タウンゼントと統合

## 事業所
東京都千代田区丸の内の東京本社をはじめ、全国に9拠点を展開している。
東京本社、関西支社、札幌支店、仙台支店、名古屋支店、広島支店では同社が推進するABW（Activity Based Working アクティビティ・ベースド・ワーキング）が導入されている。
| 事業所名   | 所在地                                                 |
| ---------- | ------------------------------------------------------ |
| 東京本社   | 東京都千代田区丸の内2-1-1 明治安田生命ビル（受付21階） |
| 関西支社   | 大阪市北区大深町4-20 グランフロント大阪 タワーA 32階   |
| 札幌支店   | 北海道札幌市中央区北3条西4-1-1日本生命札幌ビル15階     |
| 仙台支店   | 仙台市青葉区中央1-2-3 仙台マークワン 16階              |
| 横浜支店   | 横浜市西区北幸1-11-15 横浜STビル 9階                   |
| 金沢営業所 | 金沢市広岡3-3-11 JR金沢駅西第四NKビル 5階              |
| 名古屋支店 | 名古屋市中区栄4-1-1 中日ビル21階                       |
| 広島支店   | 広島市中区袋町3-17 シシンヨービル 6階                  |
| 福岡支店   | 福岡市博多区博多駅前2-2-1 福岡センタービル 6階         |